# 星子 (作家)
星子（1979年8月19日—），本名嚴拱銘，是臺灣的男性小說家。

## 簡歷
新北市深坑國中畢業後，因熱愛漫畫，曾先後擔任林政德、任正華等漫畫家助手4年之久。並於銀樓當過美工，從事Flash動畫設計。2003年起投入網路文學創作，經好友朱學恆、九把刀介紹至出版社後正式出道。作品題材多半以神怪傳說、科幻等為主。最高紀錄兩日能寫三萬字，還曾躲到高雄的八五大樓閉關寫書，一周內換了四個房間。
代表作《太歲》，2012年累計銷售量達20萬冊；2011年起推出的《月與火犬》，累計銷售量也突破10萬冊以上。
2012年11月起，《月與火犬》於輕小說雜誌《天漫·轻小说》連載，2013年3月20日起發售該作簡體中文版。其《日落後》系列成為全台灣圖書館2018年度語言文學類借閱量第三名。

## 主要作品

### 明日工作室
- 靈時頻道（2005年）
- 上身（2005年）
- 鬼怨火（2006年）
- 寫鬼（2006年）
- 守護靈（2007年）
- 惡魔神像（2008年）
- 恐怖競賽（2008年）
- 鬼降（2008年）

### 春天出版社
- 尋找幸福的，1/2（2011年）

### 蓋亞文化
- 太歲（全7冊，2004～2006年），出道作，於2008～2009年推出共七冊的修訂版，另有一卷外傳「奇異旅程」。｜
- 不幫忙就搗蛋（2005年）
- 百兵（全8冊，2005～2007年）
- 七個邪惡預兆（2007年）
- 遇見了一片微笑的，雪（2007年）
- 魘（2010年）

- 陰間系列
  - 陰間（2007年）
  - 黑廟（2008年）
  - 捉迷藏（2009年）
  - 另一個世界【新版】（2018年）
  - 黑廟【新版】（2018年）
  - 捉迷藏【新版】

- 日落後系列
  - 蟲人（2008年）
  - 囚魂傘（2008年）
  - 無名指（2008年）
  - 魔法時刻（2009年）
  - 怪物（2009年）
  - 餓死鬼（2010年）
  - 萬魔繪（2010年）
  - 日落後長篇  (全13冊，2015年-2017年)

- 月與火犬（2011年～2014年）
- 偷心賊 (2017年)

- 乩身
  - 踏火伏魔的罪人（2017年）
  - 地獄符（2017年）
  - 活人牢 （2018年）
  - 穿天降神的龍（2018年）
  - 鬼見愁（2019年）
  - 飛天（2019年）
  - 紅孩兒（2020年）
  - 召魔之家( 2020年 )
  - 冥船 ( 2021年 )
  - 黑蓮花（ 2021年 ）
  - 血月時魔王降臨（ 2022年 ）
- 乩身II
  - 神選中的少年，鬼養大的孩子（2023年）
  - 猛鬼新城裡的狼（2023年）
  - 鬼山孤村裡的祭仙夜(2023年)
- 詭語怪談系列
  - 符紙婆婆（2018年）
  - 守護靈（2018年）(石大哥、姊姊、阿財、狐)
  - 符紙婆婆與左鄰右舍（2019年）
  - 寫鬼（2019年）(寫鬼、成人光碟、牽手、小明、方先生1：竊、方先生2：勾引、方先生3：虐、李太太、方先生4：老婆大人)
  - 恐怖競賽（2019年）(鬼降、恐怖競賽)
  - 鬼怨火（2019年）(上身、上身番外篇：第四個怨靈、鬼怨火、通靈高中生)
  - 零時頻道 (2020年) (零時頻道、惡魔神像、遺棄之門、末日大樓)
- 通靈事務社系列
  - 通靈事務社1：開張大吉（2023年）
  - 通靈事務社2：還沒找到狗狗（2023年）
  - 通靈事務社3:終於等到主人（完）(2023年)

## 腳注
1. 1 2 3  . 聯合報A14版文化. 2012-02-09  [2012-04-19].[永久]
2. ↑  參見《太歲》卷一（蓋亞文化、2008年）新版自序 的存檔，存档日期2012-01-04. 5~8頁
3. ↑   (PDF): 15.

## 外部連結
- 星子的故事書房 （页面存档备份，存于） 官方網誌
- 星子的故事書房 Facebook